# Liste der Orte in der kreisfreien Stadt Worms

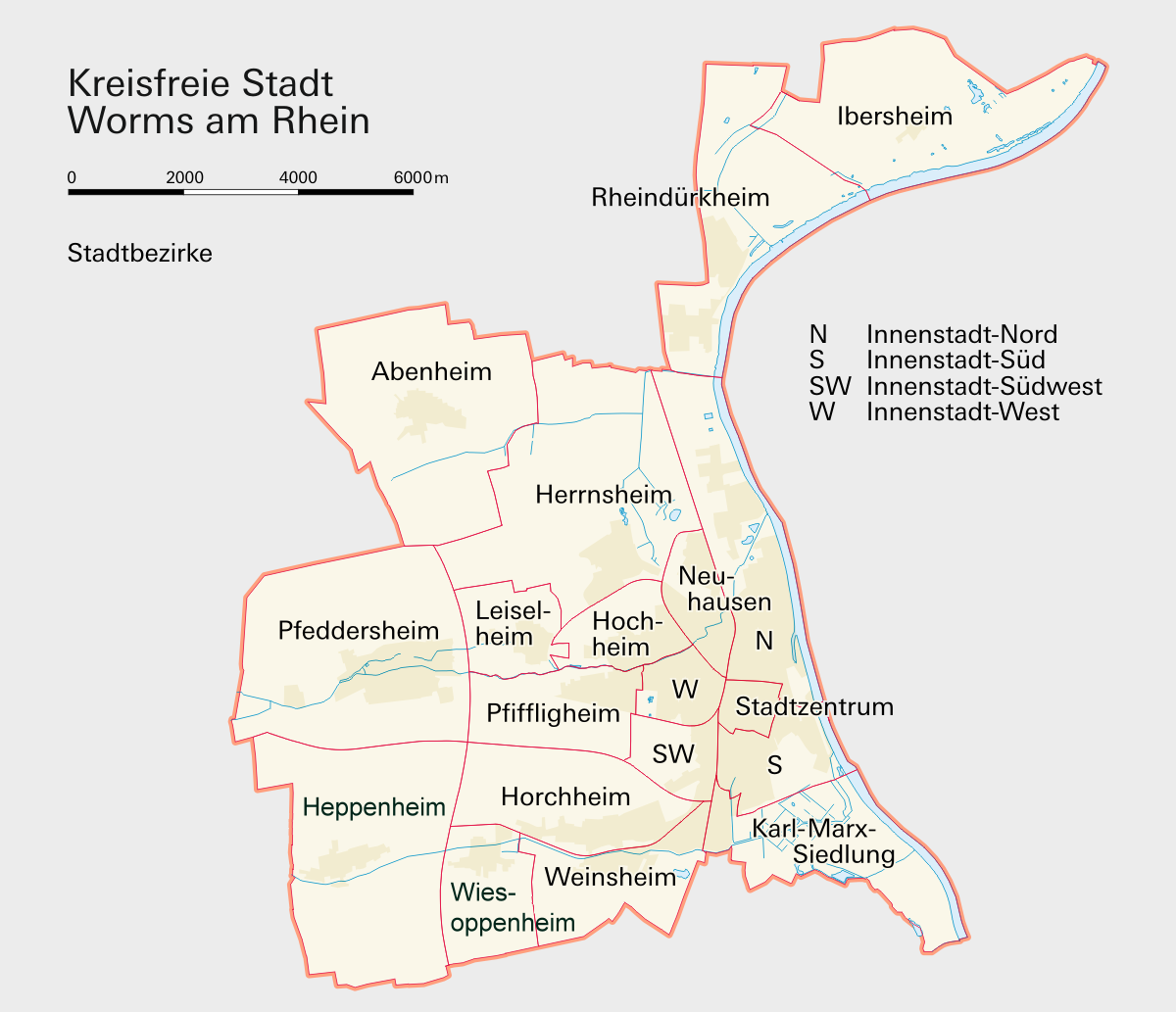
Die 19 Stadtteile von Worms

Die Liste der Orte in der kreisfreien Stadt Worms listet den Hauptort und die amtlichen Gemeindeteile (Ortsbezirke, Wohnplätze und sonstige Gemeindeteile) in der kreisfreien Stadt Worms auf.

## Liste der Orte
- Worms
  - Mittlerer Busch
  - Oberer Busch, Frostereibetrieb

- Abenheim (Ortsbezirk)

- Heppenheim an der Wiese (Ortsbezirk)
  - Jakobslust
  - Weidemühle
  - Weidegut

- Herrnsheim (Ortsbezirk)

- Hochheim (Ortsbezirk)

- Horchheim (Ortsbezirk)
  - Nikolaus-Ehlen-Siedlung

- Ibersheim (Ortsbezirk)

- Karl-Marx-Siedlung

- Leiselheim (Ortsbezirk)

- Neuhausen (Ortsbezirk)

- Pfeddersheim (Ortsbezirk)

- Pfiffligheim (Ortsbezirk)

- Rheindürkheim (Ortsbezirk)
  - Dammstraße
  - Elektrizitätswerk Rheinhessen
  - Fahrt
  - Hühnerfarm
  - Mückenhäuser Hof
  - Sportplatz

- Weinsheim (Ortsbezirk)

- Wiesoppenheim (Ortsbezirk)